# 1. proletarska divizija (NOVJ)
1. proletarska divizija je bila partizanska divizija, ki je delovala v sklopu NOV in POJ v Jugoslaviji med drugo svetovno vojno.

## Zgodovina
Divizija je bila ustanovljena 1. novembra 1942 na ukaz Tita; ob ustanovitvi je imela 3.200 borcev.

## Poveljstvo
Poveljniki
- Koča Popović

Politični komisarji
- Filip Kljajić-Fića

## Sestava
November 1942
- 1. proletarska udarna brigada
- 3. proletarska udarna (sandžaška) brigada
- 3. krajiška udarna brigada

Marec 1945
- 1. proletarska brigada
- 3. krajinska brigada
- 13. proletarska brigada
- Brigada »Italia«
- Artilerijska brigada 1. proletarske divizije